# Charles Picard
Cet article concerne l'homme politique. Pour l'archéologue, voir Charles Picard (archéologue).
Pour les articles homonymes, voir Picard (homonymie).
Charles François Victor Picard, né à Saint-Quentin le 28 brumaire an XII (20 novembre 1803) et mort dans cette même ville le 15 janvier 1883, est un entrepreneur et homme politique français.

## Biographie
Fils de Charles-Antoine Picard, marchand de linon, Charles Picard entame également une carrière de négociant, entre 1826 à 1860, avant de devenir propriétaire en 1861. Ses activités professionnelles l'amènent à siéger à la Chambre de commerce à partir de 1842, qu'il préside en 1848. Il est également président du Tribunal de commerce de 1847 à 1850.
Membre du Conseil général des manufactures, il est actionnaire et administrateur de la Compagnie des chemins de fer du Nord, membre du conseil d'administration puis président de la Compagnie du Centre et du Midi pour l'éclairage au gaz, et administrateur de la Banque de France. Il fait également partie du jury international de l'Exposition universelle de 1855.
En 1852, il est élu au conseil municipal de Saint-Quentin et au conseil général de l'Aisne en juillet, comme représentant du canton de Bohain. Il devient maire de Saint-Quentin le 4 juillet 1861. Le 9 mai 1863, il redevient simple conseiller municipal et siège jusqu'au 1er juillet 1870. Il est réélu au conseil général jusqu'en août 1866.
Il publie en 1865, Saint-Quentin, de son commerce et de ses industries. 
Il est officier de la Légion d'honneur.
Désirant célébrer la défense de Saint-Quentin de 1557, il lègue trente actions des Chemins de Fer du Nord (environ cent mille francs de l’époque) à la ville de Saint-Quentin, somme complétée par sa fille à sa mort en 1890, pour l’érection d’un monument commémoratif. 

## Mandats locaux
- 1852 - 1er juillet 1870 : Conseiller municipal de Saint-Quentin
- 4 juillet 1861 - 8 mai 1863 : maire de Saint-Quentin
- juillet 1852 - août 1866 : Conseiller général de l'Aisne (canton de Bohain)

## Publications
- Rapport fait au nom de la Commission chargée d'examiner la question des chemins de fer d'intérêt local, Chambre de commerce de Saint-Quentin et du département de l'Aisne, 1868
- Compte rendu des travaux du Conseil général de l'agriculture, des manufactures et du commerce, session de 1850, présenté à la Chambre des manufactures et du commerce de Saint-Quentin, par son délégué, M. Charles Picard, 1850
- Conseil municipal. Session de novembre 1861. Exposé de la situation financière de la ville, propositions d'emprunt et d'améliorations, présentés par M. Ch. Picard, Ville de Saint-Quentin, 1861
- Rapport sur la situation de l'industrie des tissus de coton blancs à l'Exposition universelle de 1856, présenté à la Chambre de commerce de Saint-Quentin, par M. Charles Picard, 1856
- Conseil municipal. Séance du 4 janvier 1862. Réponse de M. Ch. Picard aux Observations de M. Ch. Gomart sur le projet d'emprunt, Ville de Saint-Quentin, 1862
- Résumé d'une étude sur la ville de Saint-Quentin, son commerce et ses industries, 1880
- Saint-Quentin, de son commerce et de ses industries, Volume I, 1re partie, 1865
- Exposé de la situation financière de la ville, propositions d'emprunt et d'améliorations, présentées par M. Ch. Picard, Conseil municipal. Session de novembre 1861, ville de Saint-Quentin, 1861

### Sources
- Notices d'autorité :   - VIAF
  - BnF (données)
  - LCCN
  - WorldCat
- Hommes de Saint-Quentin
- « Charles Picard », Saint-Quentin : Ville d'Histoire et d'Architecture
- « Picard   (rue Charles) », Dico des rues de Saint-Quentin
- Catalogue BN-OpalePlus, Bibliothèque nationale de France